# Kenneth Purpur
Kenneth Richard Purpur (* 1. März 1932 in Grand Forks, North Dakota; † 5. Juni 2011 in Rapid City, South Dakota) war ein US-amerikanischer Eishockeyspieler. Sein Bruder Fido Purpur war ebenfalls Eishockeyspieler und fünf Spielzeiten lang in der National Hockey League aktiv. 

## Karriere
Kenneth Purpur besuchte von 1951 bis 1954 die University of North Dakota. Für die US-amerikanische Eishockeynationalmannschaft nahm er an den Olympischen Winterspielen 1956 in Cortina d’Ampezzo teil, bei denen er mit seiner Mannschaft die Silbermedaille gewann. Anschließend arbeitete er 38 Jahre lang als Lehrer in Rapid City und wurde 1990 zum Lehrer des Jahres der Stadt ernannt. Ein Jahr zuvor war er in die University of North Dakota Athletic Hall of Fame aufgenommen worden.

## Erfolge und Auszeichnungen
- 1956 Silbermedaille bei den Olympischen Winterspielen